# Vương thất Norodom
Vương thất Norodom (tiếng Khmer: រាជវង្សនរោត្តម) là hoàng gia cai trị Campuchia. Các thành viên của nó là hậu duệ trực tiếp của Quốc vương Norodom (1860–1904), con trai của "Đại quốc vương", Ang Duong. Người đứng đầu Vương thất Norodom hiện tại là Quốc vương Campuchia, Norodom Sihamoni. Norodom là một trong hai vương thất hoàng gia duy nhất của Campuchia. Trước đây là Vương thất Sisowath, được đặt theo tên một người con trai khác Ang Duong, Sisowath. Bốn thành viên đã từng là Quốc vương Campuchia, và ba Thủ tướng.

## Thành viên
- Norodom (1834–1904)
- Norodom Sutharot (1872–1945)
- Norodom Phangangam (1874–1944)
- Norodom Kanviman Norleak Tevi (1876–1912)
- Norodom Suramarit (1896–1960)
- Sisowath Kossamak (1904–1975)
- Norodom Kantol (1920–1976)
- Norodom Sihanouk (1922–2012)
- Norodom Monineath (1936-)
- Norodom Yuvaneath (1943–2021)
- Norodom Buppha Devi (1943–2019)
- Norodom Ranariddh (1944–2021)
- Norodom Chakrapong (1945-)
- Norodom Vichara (1946–2013)
- Norodom Marie Ranariddh (1948-)
- Norodom Kuntha Bopha (1948–1952)
- Norodom Sirivudh (1951-)[1]
- Norodom Sihamoni (1953-)
- Norodom Narindrapong (1954–2003)
- Norodom Arunrasmy (1955-)
- Norodom Soma (1969-)
- Norodom Rattana Devi (1974-)
- Norodom Jenna (2012-)

## Danh sách các quốc vương Norodom
| Tên               | Cai trị                                                                                                |
| ----------------- | --- |
| Norodom           | 19 tháng 10 năm 1860 – 24 tháng 4 năm 1904                                                             |
| Norodom Sihanouk  | 24 tháng 4 năm1941 – 3 tháng 3 năm 1955 (đầu tiên) 24 tháng 9 năm 1993 – 7 tháng 10 năm 2004 (thứ hai) |
| Norodom Suramarit | 3 tháng 3 năm 1955 – 3 tháng 4 năm 1960                                                                |
| Norodom Sihamoni  | 14 tháng 10 năm 2004 – nay                                                                             |

## Danh sách ngẫu phối Norodom
| Tên               | Cai trị                                   |
| ----------------- | ----------------------------------------- |
| Norodom Monineath | 24 tháng 9 năm 1993 – 7 tháng 10 năm 2004 |

## Danh sách Thủ tướng Norodom
| Tên               | Cai trị                                                              |
| ----------------- | -------------------------------------------------------------------- |
| Norodom Sihanouk  | 1945, 1950, 1952–1953, 1954, 1955–1956, 1956, 1957, 1958–60, 1961–62 |
| Norodom Kantol    | 1962–1966                                                            |
| Norodom Ranariddh | 1993–1997                                                            |